# 阿拉姆
阿拉姆是阔伦尼的摩西（Moses of Chorene）所写的亚美尼亚历史中一位亚美尼亚人族长，该名字是亚美尼亚语中使用较多的男性名字，在希伯来语和阿拉姆语中其起源和意义不同。

## 传说
亚美尼亚英雄，亚美尼亚人的祖先，「亚美尼亚」一名就源于「阿拉姆」。阿拉姆是哈伊克的后裔，他奋勇保卫亚美尼亚土地的疆界，先后同米太、亚述和卡帕多基亚等国争战。他击退了以纽卡尔·马杰斯为统帅的米太军队的进犯，生俘了卡尔·马杰斯，将他带回阿尔马维尔，钉在城堡墙上示众；勒令米太王国纳贡称臣。在对亚述国作战时，经过苦斗，终于战胜了敌方主将巴尔沙姆。阿拉姆同亚述王国作战的母题可能导源于乌拉尔图国王阿拉麦（Arame）同亚述国王萨尔玛纳萨尔三世（Shalmaneser III）进行的几次战争（公元前9世纪）。据说，阿拉姆还曾在卡帕多基亚王国的克萨利亚作战。对手是提坦诸神的儿子。他战胜了小提坦帕亚皮斯·卡希亚（又名帕帕约斯·希麦罗涅斯），将他们赶到爱琴海（地中海）上的一座孤岛上去。马尔克瓦尔特认为，阿拉姆同小提坦，以及同帕亚皮斯的斗争，是宙斯同提坦诸神，以及同梯丰斗争的变体。在《伊利亚特》第2卷中记载，梯丰住在阿里姆人的国度，在阿尔格伊火山区的马扎克，即克萨里亚附近。居住在卡帕多基亚地区的原始亚美尼亚人（阿里姆人）自古以来便熟知这段神话，于是把它同他们的祖先阿里姆的名字联系在一起。后来，阿里姆逐惭演变成阿拉姆。另有一些说法：这或者是受乌拉尔图国王拉拉麦一名的影响，或者是受福音书上提到的叙利亚和美索不达米亚居民-阿拉姆人的先祖阿拉姆一名的影响。这样一来，亚美尼亚人的祖先同敌对各个种族的斗争便成了这一神话的内容。

## 参阅资料
- . Onomast.com.   [2014-02-21]. （原始内容存档于2014-03-01）.
- Awde, 尼古拉斯; 罗西, 埃马努埃拉,  1st, 纽约: Hippocrene Books, 2001, ISBN 0-7818-0750-6, （原始内容存档于2011-07-11）.